# Pselliophora mecocera
Pselliophora mecocera är en tvåvingeart som först beskrevs av Alexander 1970.  Pselliophora mecocera ingår i släktet Pselliophora och familjen storharkrankar. Inga underarter finns listade i Catalogue of Life.